# Idrija (potok)
Potok Idrija je 7,2 km dolg potok v občini Kobarid. Izvira južno od Starega sela, teče čez Kobariško blato mimo vasi Sužid, prečka cesto Kobarid-Svino ter preide v sotesko med Kobaridom in Mlinskim. Tam se vrne na ravnino ter zavije ostro desno proti Idrskemu, kjer se kasneje izlije v reko Sočo kot njen desni pritok.
Njen prvi del je v preteklosti predstavljal močvirnati svet Kobariškega blata, ki je bil v času Italije in Jugoslavije načrtno izsušen za potrebe pridobivanja kmetijskih zemljišč. Majhen del preostalega močvirja je ohranjen in zaščiten, po njem poteka tudi kolesarska pot in pešpot, ki sta delno urejeni po trasi bivše ozkotirne železnice Kobarid-Čedad. Na blatu je nekoč delovala opekarna, danes je na tem mestu žaga.
Drugi del potoka Idrije od Kobarida do Idrskega ima večji naklon, zato je bil v preteklosti izkoriščen za pogon vodnih mlinov, žag in hidroelektrarne na Idriji pri Kobaridu. Danes je od teh objektov ostalo zelo malo, saj sta ohranjena le en mlin v Idrskem ter žaga v Mlinskem, oba pa ne obratujeta več.
Potok Idrija je bil v preteklosti pomemben vir rib, toda neprečiščene kanalizacijske odplake iz naselij Sužid, Svino, Kobarid, Mlinsko in Idrsko ter industrijske odplake kobariških tovarn so povzročile ekološko katastrofo. Šele izgradnja čistilne naprave Kobarid in ukinitev umazanih industrijskih postopkov ter delo ribičev sta vrnila ribe v potok. Potok pa zaradi nepremišljenega izsuševanja močvirja ter gradnje na poplavnih območjih predstavlja poplavno nevarnost za Kobarid ter kmetijska zemljišča ob potoku.